# 진북학의소
진북학의소(進北學議疏) 또는 진소본북학의(進疏本北學議)는 1799년에 박제가가 정조에게 올린 상소문 형태의 저술이다.